# マーブル・ヒル駅
マーブル・ヒル駅（Marble Hill）は、ニューヨーク州ニューヨーク市マンハッタン区マーブル・ヒルにあるメトロノース鉄道の駅。

## 概要
メトロノース鉄道ハドソン線の駅である。この駅からニューヨーク州にあるグランド・セントラル駅に行ける。ニューヨーク市地下鉄1系統のマーブル・ヒル-225丁目駅と乗り換え可能。このため多くの急行列車が止まる。グランド・セントラル駅までは21分かかる。

## 利用可能な鉄道路線／列車
メトロノース鉄道：
■ハドソン線

## 駅構造
1面2線（島式）のホームを持つ地上駅である。ホームが4両分の長さしかなく、すべての電車がドアカットをしている。二番線の隣にホームの無い線がある。
| のりば | 路線         | 方向 | 行先                                | 備考 |
| ------ | ------------ | ---- | ----------------------------------- | ---- |
| 1      | ■ ハドソン線 | 下り | クロトン・ハーモン / ポキプシー方面 |      |
| 2      | ■ハドソン線  | 上り | グランド・セントラル方面            |      |

## 駅周辺
ニューヨーク市地下鉄
1号線
マーブル・ヒル/225丁目駅

## 隣の駅
メトロノース鉄道
■ハドソン線
ユニバーシティ・ハイツ - マーブル・ヒル - スピュトン・ダイビル